# 立川志之輔

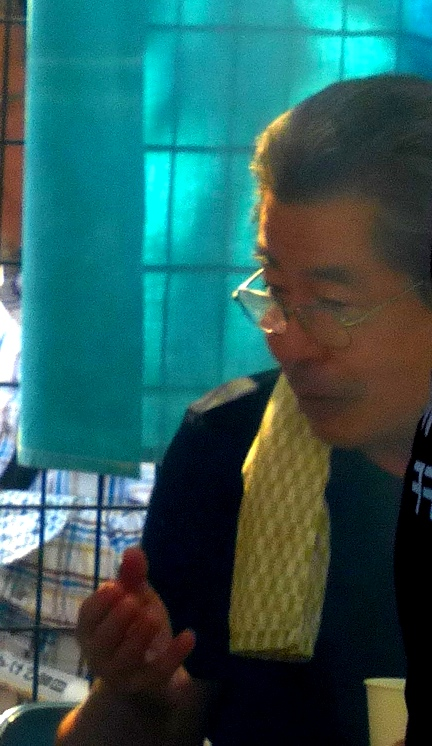
2015年的立川志之輔

立川志之輔（日語：たてかわ しのすけ；1954年2月15日—）本名竹内照雄，是日本落語家、演員及司儀。出身於富山縣新湊市（現射水市）。所屬西諾非株式會社。落語演出時的出囃子（出場曲）為三味綫名曲《梅花何時開（日語：梅は咲いたか）》。2008年榮獲藝術選奨文部科学大臣賞，并於2015年获紫绶勋章。

## 生平
立川志之輔出生於1954年富山县岩濑市，自幼雙親離異，在父母離婚一年後，母親因病亡故。於是他自五岁起就与祖父母和母親的伯父母（在宗親禮法上來説，可算作外祖父、外祖母）一起生活。伯父母夫婦在新湊市经营著一家古董店，他們待立川就如親生子女般撫養。他的祖父是落語愛好者，受其影響，他首次接觸落語就是與家人看到電視上正播送的落語表演，當時的演出者是五代目柳家小倉。但直到他上大學之前都對落語這門傳統藝術興致缺乏。自母亲过世以来，他從未與父親交流過，直到約2000年時父親才終於來到寄席的後臺探望他。
少年时在富山县立新湊中学就读，從那時起开始在祖父遺留的居所独自生活。他是高中軟式网球社的部員，曾代表富山县参加各個高中间的比赛。在臨近畢業時，祖父對他的伯父母懇請道；“请讓這孩子上大學吧！”於是他就上了大學，并依靠伯父母給予生活費得以繼續獨立生活。他隨後入學明治大學經營学部。在大學那段時間，他參加當地的落語研討會（簡稱落研或落語會），從比他大兩歲的前輩三宅裕司繼承“紫紺亭志朝”的高座名，以“五代目紫紺亭志朝”的名號初闖落語界。但兩年後其將高座名傳給後輩渡辺正行（即之後的六代目紫紺亭志朝）。